# Sarreinsming
Sarreinsming és un municipi francès, situat al departament del Mosel·la i a la regió del Gran Est. L'any 2007 tenia 1.311 habitants.

## Demografia

### Població
El 2007 la població de fet de Sarreinsming era de 1.311 persones. Hi havia 524 famílies, de les quals 104 eren unipersonals (56 homes vivint sols i 48 dones vivint soles), 204 parelles sense fills, 160 parelles amb fills i 56 famílies monoparentals amb fills.
La població ha evolucionat segons el següent gràfic:
Habitants censats

### Habitatges
El 2007 hi havia 574 habitatges, 535 eren l'habitatge principal de la família i 39 estaven desocupats. 514 eren cases i 60 eren apartaments. Dels 535 habitatges principals, 459 estaven ocupats pels seus propietaris, 66 estaven llogats i ocupats pels llogaters i 10 estaven cedits a títol gratuït; 10 tenien dues cambres, 47 en tenien tres, 96 en tenien quatre i 382 en tenien cinc o més. 460 habitatges disposaven pel capbaix d'una plaça de pàrquing. A 211 habitatges hi havia un automòbil i a 280 n'hi havia dos o més.

### Piràmide de població
La piràmide de població per edats i sexe el 2009 era:
| Homes | Edats   | Dones |
| ----- | ------- | ----- |
| 0     | 95 o +  | 4     |
| 0     | 90 a 94 | 4     |
| 0     | 85 a 89 | 8     |
| 20    | 80 a 84 | 16    |
| 16    | 75 a 79 | 28    |
| 28    | 70 a 74 | 44    |
| 40    | 65 a 69 | 36    |
| 36    | 60 a 64 | 36    |
| 40    | 55 a 59 | 52    |
| 44    | 50 a 54 | 52    |
| 44    | 45 a 49 | 44    |
| 68    | 40 a 44 | 52    |
| 56    | 35 a 39 | 40    |
| 40    | 30 a 34 | 44    |
| 32    | 25 a 29 | 24    |
| 24    | 20 a 24 | 8     |
| 28    | 15 a 19 | 40    |
| 32    | 10 a 14 | 40    |
| 32    | 5 a 9   | 24    |
| 12    | 0 a 4   | 24    |

## Economia
El 2007 la població en edat de treballar era de 871 persones, 635 eren actives i 236 eren inactives. De les 635 persones actives 594 estaven ocupades (330 homes i 264 dones) i 41 estaven aturades (15 homes i 26 dones). De les 236 persones inactives 79 estaven jubilades, 64 estaven estudiant i 93 estaven classificades com a «altres inactius».

### Ingressos
El 2009 a Sarreinsming hi havia 534 unitats fiscals que integraven 1.323 persones, la mediana anual d'ingressos fiscals per persona era de 20.882 €.

### Activitats econòmiques
Dels 36 establiments que hi havia el 2007, 1 era d'una empresa extractiva, 1 d'una empresa alimentària, 1 d'una empresa de fabricació d'altres productes industrials, 5 d'empreses de construcció, 5 d'empreses de comerç i reparació d'automòbils, 4 d'empreses de transport, 2 d'empreses d'hostatgeria i restauració, 1 d'una empresa d'informació i comunicació, 1 d'una empresa financera, 1 d'una empresa immobiliària, 2 d'empreses de serveis, 9 d'entitats de l'administració pública i 3 d'empreses classificades com a «altres activitats de serveis».
Dels 7 establiments de servei als particulars que hi havia el 2009, 1 era una oficina de correu, 1 una oficina bancària, 1 guixaire pintor, 1 fusteria, 1 electricista, 1 restaurant i 1 saló de bellesa.
Dels 3 establiments comercials que hi havia el 2009, 1 era una botiga de menys de 120 m², 1 una fleca i 1 una joieria.
L'any 2000 a Sarreinsming hi havia 6 explotacions agrícoles.

## Equipaments sanitaris i escolars
El 2009 hi havia 1 escola maternal i 1 escola elemental.

## Poblacions més properes
El següent diagrama mostra les poblacions més properes.